# Льодовик Лаєлл

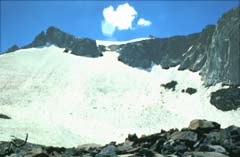
Східна частина льодовика Лаєлл

Льодовик Лаєлл — відносно невеликий льодовик у горах Сьєрра-Невада, на території Національного парку Йосеміті. Він лежить на схилах гори Лаєлл та швидко скорочується за розміром. Льодовик був знайдений Джоном М'юром і є найбільшим у Йосеміті.
| США | Це незавершена стаття з географії США. Ви можете допомогти проєкту, виправивши або дописавши її. |